# Зорица Атић
Зорица Атић (Београд, 17. април 1972) српски је историчар уметности, кустос и ликовни критичар. Обавља дужност директора и главног и одговорног уредника Центра за културу Гроцка од 2014. године.

## Биографија
Рођена је 17. априла 1972. године у Београду. Након основне школе у Гроцкој, завршила је Пету београдску гимназију, започела студије архитектуре на Архитектонском факултету Универзитета у Београду и потом се посветила својој другој пасији и дипломирала са највишим оценама на Филозофском факултету Универзитета у Београду, предмету модерна уметност, одсек историја уметности. Располаже стручним звањем кустос.
Члан је репрезентативних струковних удружења: Друштва конзерватора Србије (ДКС) и Удружења ликовних уметника примењених уметности и дизајнера Србије (УЛУПУДС). Такође, сарадник је националног дневног листа „Политика” и члан Независног удружења новинара Србије (НУНС).
Кустос је вредних културних добара - Ранчићеве куће са галеријом, и Легата др Александра Костића у Гроцкој, чији је иницијатор и у чијој поставци је учествовала као аутор.
Стручна интересовања и опсег деловања крећу се у областима модерне уметности и заштитарства – сагледавању и очувању културне баштине у савременом добу. Активно промовише вредности културног наслеђа за друштво и наглашава важну улогу коју имају заједнице у управљању својим културним наслеђем и окружењем.

### Живот и каријера
Ангажована историчарка уметности посвећено истражује културно наслеђе и ослушкује савремену ликовну сцену. Аутор је више од стотину текстова за каталоге самосталних и групних уметничких изложби широм Србије, кустос је бројних поставки, а такође је отворила и/или током стручних вођења представила публици свих узраста многобројне уметничке концепције.
Аутор је низа едукативних и ликовних програма и пројеката, реализованих у мрежи сарадње са многобројним установама културе, образовним установама, јавним институцијама, струковним телима и удружењима у земљи и региону. Пише и објављује текстове, вести и репортаже из области модерне уметности, али и студије посвећене народном градитељству, културним локалитетима и знаменитим личностима Србије.
Од 2012. године је као стручни сарадник и потом уредник програма ангажована у Центру за културу Гроцка на креирању и реализовању програма установе и писању стручних текстова. Од 2014. године као директор и главни и одговорни уредник руководи грочанском установом културе са седиштем у Ранчићевој кући, културном добру од великог значаја за државу.
Располаже одличним резултатима у раду на анимацији и едукацији публике, пројектним активностима и великим искуством у јавним наступима - трибинама, предавањима, излагањима приликом свечаних догађаја, гостовањима у медијима, и уопште, у комуникацији са јавношћу. Члан је бројних одбора, савета и комисија за реализацију програма културе.
Геронтолошки центар града Београда 2016. године доделио је Златни сунцокрет Зорици Атић, за изузетна залагања и партнерску сарадњу, а Секретаријат за привреду града Београда је 2018. године истакао Центар за културу Гроцка и директорку Зорицу Атић као пример добре праксе међу установама културе у промоцији културне баштине.
- 2020. Министарство културе и информисања Републике Србије је пројекат Центра за културу Гроцка у сарадњи са "Београдом за почетнике"  уврстило у централни програм обележавања Дана европске баштине 2020.  у Србији, између осталог и стручна кустоска вођења Зорице Атић са ауторком серијала Смиљаном Попов кроз културну баштину Београда.[тражи се извор]

## Културна баштина
Посвећена је истраживању и промовисању културно-историјске баштине Гроцке и сматра да је рад на едукацији и ангажовање у културном животу дугорочно улагање у будућност заједнице којој припада. Посебну пажњу полаже на рад са децом и младима. Аутор је бројних образовних и ликовних програма и конкурса који имају за циљ да едукују, да подстакну и промовишу дечју креативност, али и да покрену свест о важности културних вредности којима смо свакодневно окружени, а чији су будући носиоци управо деца и млади. Тако је у сарадњи са Канцеларијом за младе ГО Гроцка и Културног центра, на њену иницијативу, 2015. године, осмишљен и урађен мурал површине 80m², са препознатљивим симболима ове области - Дунавом, гроздом, виновом лозом и фигурином древне Винчанске културе, обасјане Сунцем као симболом рађања цивилизације.
У циљу промоције културних садржаја гостовала је у бројним емисијама, ТВ и радио прилозима који говоре о богатој баштини Гроцке, а који упознају публику са њеним културним пејзажом и вредностима (чине их близу стотину археолошких налазишта, винчанска култура, Касноримска гробница у Брестовику, очувано народно неимарство, манастири и цркве, река Дунав, аде, воћњаци, виногради...).
Такође, аутор је штампаних брошура и публикација Центра за културу Гроцка које су осмишљене за презентацију и промоцију културно-туристичких садржаја старе вароши крај Дунава, а која спада у ред неколико београдских општина изразито богатих културним наслеђем.
Бројни ауторски едукативни и популарни текстови посвећени културним добрима од великог и изузетног значаја за Републику Србију, Гроцке, публиковани су у периодичним ревијама, дневној штампи, е-магазинима и порталима (дневном листу „Политика“, ревији ЗОВ Вечерњих Новости, веб порталу УНС-а, Авант Арт магазину...):
- Завичајни музеј Гроцке: Заборављени легат проф. др А. Костићa
- Легат професора Александра Костића у грочанском музеју[4]
- Топлина варошког дома у Гроцкој
- Грочанска чаршија – срце старе вароши крај Дунава[5]
- Топлина дома - народно градитељство Гроцке
- Винчански неолит данас или шта би рекао Милоје Васић
- Народно градитељство Гроцке – споменик културе данас[6]
- Касноримска гробница у Брестовику, данас
- Влајковићева кућа, лепотица народног неимарства данас
- Симбол Златног доба Гроцке – ресторан Виногради[7]
- Грочанска варошка кућа - Ранчићева кућа у Гроцкој

## Студије и научни радови
- 2021, „Заоставштина проф. др Смиље Kостић-Јоксић у Легату др Александра Kостића у Гроцкој", Српски медицински часопис лекарске коморе, Београд
- 2020, Научни рад „Легат др Александра Костића у Гроцкој” (аутори: Зорица Атић, Милош Спасић, Драгана Стојић), Музеј града Београда: Годишњак града Београда, Књ. LXVI.
- 2019, Студија „Топлина варошког дома Гроцке – Грочанска чаршија и Ранчићева кућа”, Београд: Центар за културу Гроцка
- 2018, Научни рад „Настанак и развој Грочанске чаршије и студија случаја Ранчићеве куће у Гроцкој“, Музеј града Београда: Годишњак града Београда, Књ. LXV, 187-224.
- 2017, Публикација „Гроцка на Дунаву“, Београд: Скупштина општине Гроцка
- 2008/2012: Студија „Ерос и танатос у делу Густава Климта, 1-10” (Златна рибица; Мојим критичарима; Пут у модернизам; Пољубац; Алегоријске представе; Модерност и femme fatale; Идол у златном реликвијару; Јудита; Интимни свет у женском обличју; Природа и орнамент; Човек који је волео жене и мачке). Објављен у е-магазину П.У.Л.С.Е за уметност и културу (2016—2017), АrtisCenter магазину (2018—2019).

## Ауторски текстови и отварања изложби уметника (избор)
Стручни рад Зорице Атић бележи преко стотину ауторских текстова за самосталне и групне изложбе уметника млађе и средње генерације. Такође, отворила је и представила уметничке и излагачке концепте стваралаца у галеријама широм Београда и Србије, где се издвајају:
- 2021.
  - „Простори егзистенције“, ауторски текст, самостална изложба Милице Прелић Стојиљковић, Продајна галерија, Београд[тражи се извор]
- 2020.

- „На крововима града“, ауторски текст, самостална изложба Милице Матовић, Галерија Сингидунум, Београд
- „Ритам нереда“, ауторски текст, самостална изложба Данице Веселиновић, Галерија Ранчићева кућа, Центар за културу Гроцка, Београд
- „Симбол као начин комуникације“, ауторски текст, самостална изложба вајара Немање Обрадовића, Галерија Ранчићева кућа, Центар за културу Гроцка, Београд

- 2019.

- „Ситеанци“, ауторски текст, самостална изложба др ум. Предрага Лојанице, Галерија Ранчићева кућа, Центар за културу Гроцка, Београд
- „У сусрет импресији“, ауторски текст, колективна изложба, XXII Ликовна колонија ГО Гроцка, Галерија Ранчићева кућа, Центар за културу Гроцка, Београд
- „Цртежи“, ауторски текст, самостална изложба цртежа Марион Дедић, Библиотека града Београда
- Групна изложба „10/9“, ауторски текст „Уметничка лука у Београду“, атеље ДивАрт, Београд
- „Обличја“, ауторски текст, самостална изложба цртежа Марион Дедић, Културни центар Апатин
- Ауторски текст и отварање изложбе „Путовања 3 објектива“ путујући фотографски пројекат уметника фотографије Томислава Петернека, Горана Кукића и Игора Мандића, Галерија Ранчићева кућа, Центар за културу Гроцка, Београд

- 2018.

- „Аутопсија дисања“, отварање самосталне изложбе цртежа Марион Дедић, Галерија СУЛУЈ, Београд
- „Путовање по нашим фрескама“, отварање самосталне изложбе слика Мише Чоловића, Галерија општине Врачар, Београд
- Отварање изложбе 21. Ликовне колоније ГО Гроцка, Центар за културу Смедерево, Смедерево
- Ауторски текст „Стварност слике“, за самосталну изложбу слика „Цвет као мисао“ Марије Здравковић, Галерија УЛУС, Ул. Кнез Михаилова 37, Београд;

- 2017.

- „Пливачице“, отварање самосталне изложбе слика мр сликарства Иване Живић Јерковић, галерија Задужбине Илије М. Коларца, Београд
- „Дрво и птица“, отварање самосталне изложбе слика Мике Ловре и Весне Џакић, галерија Ђура Јакшић (Скадарлија), Београд
- „Пролећна изложба“, отварање групне изложбе, УЛУС, Уметнички павиљон „Цвијета Зузорић“, Београд
- „Цртежи“, Марион Дедић, ауторски текст самосталне изложбе, Галерија Центра за културу Масука, Велика Плана
- „Цртежи“, Марион Дедић, ауторски текст и отварање самосталне изложбе, Ликовни салон, Културни центар Горњи Милановац, Горњи Милановац
- „Кроз воду“, ауторски текст самосталне изложбе мр сликарства Иване Живић Јерковић, Дворана Еђшег, Културни центар Новог Сада, Нови Сад
- Аутор и кустос групне изложбе „Варошки салон“, новогодишња продајна изложба, Галерија Ранчићева кућа, Центар за културу Гроцка, Београд

- 2016.

- „Моје окружење“, аутор и кустос групне дечје изложбе по конкурсу, „Дани европске баштине“, Галерија Ранчићева кућа, Центар за културу Гроцка, Београд
- Аутор текстова, селектор и организатор 19, 20, 21. и 22. Ликовне колоније ГО Гроцка;
- „Посуда“, ауторски тект и отварање самосталне изложбе керамике Сање Сремац, Галерија Ранчићева кућа, Центар за културу Гроцка, Београд
- „Без назива“, ауторски тект и отварање самосталне изложбе, Марион Дедић, Ликовни салон Културног центра Новог Сада, Нови Сад
- „Без назива“, ауторски тект самосталне изложбе цртежа, Марион Дедић, „Галерија „Чедомир Крстић“, Пирот
- „Џивџан и пријатељи“, ауторски тект и отварање самосталне изложбе, Мика Ловре, слике и графике, Галерија Ранчићева кућа, Центар за културу Гроцка, Београд

- 2015.

- „Одсуство“, ауторски тект и отварање самосталне изложбе Маје Зорић, Галерија Ранчићева кућа, Центар за културу Гроцка, Београд
- Аутор и кустос групне изложбе „Стваралачка Гроцка“, Галерија Ранчићева кућа, Центар за културу Гроцка, Београд
- „Потчињена природа“, ауторски тект и отварање самосталне изложбе акварела, Марија Маша Јовановић, Галерија Ранчићева кућа, Центар за културу Гроцка, Београд
- „Собе од воде“, ауторски текст самосталне изложбе слика, мр Ивана Живић Јерковић, Галерија УЛУС, Београд

- 2014.

- „Колажи“, ауторски текст и отварање самосталне изложбе, мр Миша Чоловић, Галерија Ранчићева кућа, Центар за културу Гроцка, Београд
- „Лексикон корова“, ауторски текст и отварање самосталне изложбе цртежа, Војислав Радовановић, Галерија Ранчићева кућа, Центар за културу Гроцка, Београд
- „Град“, ауторски текст и отварање самосталне изложбе слика, Јадран Крнајски, Галерија Ранчићева кућа, Центар за културу Гроцка, Београд
- „У славу светитеља“, ауторски текст и отварање самосталне изложбе икона, Михајло Војновић, Галерија Ранчићева кућа, Центар за културу Гроцка, Београд
- „Чежња за месецом“, ауторски текст и отварање самосталне изложбе слика, Катарина Кљајић, Галерија Ранчићева кућа, Центар за културу Гроцка, Београд
- „Воденице из сновида“, ауторски текст самосталне изложбе фотографије, Жељко Радовић, Центар за културу Младеновац, Београд
- „Говор орнамента“, ауторски текст и отварање самосталне изложбе, Марион Дедић, дигиталне графика, Галерија Ранчићева кућа, Центар за културу Гроцка, Београд
- „Музеји и још по неко место сећања“, Срђан Вељовић, ауторски текст и отварање самосталне изложбе фотографије, Галерија Ранчићева кућа, Центар за културу Гроцка, Београд

- 2013-2015:

- Ауторски текстови и отварања самосталних изложби Костантина Пателис Милићевића ( „Цртежи“, Галерија општине Гроцка, 2013), Николине Ћалић („Цртежи“, Педагошки музеј, Београд, 2014), Сање Игњатовић („Приче у боји“, цртежи, „Галерија 011“, Гроцка, 2015); сарадња са мр Жарком Бјелицом, подршка надареним ученицима Средње школе Гроцка.

- 2013.

- „Четири годишња доба“, Предраг Ђурђић, ауторски текст и отварање самосталне изложбе фотографија, Галерија Ранчићева кућа, Центар за културу Гроцка, Београд
- „Садашњост и будућност“, ауторски текст и отварање самосталне изложбе цртежа, Марко Гавриловић, Галерија Ранчићева кућа, Центар за културу Гроцка, Београд
- „Егеј, Дунав, Гружа“, ауторски текст и отварање самосталне изложбе акварела, Миломирка Петровић Ђокић, Галерија Ранчићева кућа, Центар за културу Гроцка, Београд
- „Жена-град“, ауторски текст и отварање самосталне изложбе слика, Наташа Радоја, Галерија Ранчићева кућа, Центар за културу Гроцка, Београд

- 2012.

- „Путописи“, Олга Ђорђевић, ауторски текст и отварање самосталне изложбе слика, Галерија Ранчићева кућа, Центар за културу Гроцка, Београд
- „Изложба икона“, ауторски текст и отварање самосталне изложбе икона Радмиле Лукетић, Галерија Ранчићева кућа, Центар за културу Гроцка, Београд
- „Виловњачким стазама“, мр сликарства Анамарија Вартабедијан, ауторски текст и отварање самосталне изложбе слика, Галерија Ранчићева кућа, Центар за културу Гроцка, Београд
- 15. Ликовна колонија ГО Гроцка, ауторски текст, групна изложба слика, галерија ГО Гроцка, Београд

- 2002.

- ауторски текст, „Од игре до манипулације“, самостална изложба Милана Парадиновића, Клуб „Бен Акиба“, Нушићева 8, Београд
- ауторски текст, „UpArt“, изложба групе студената ФЛУ, Клуб „Downtown“, Чика Љубина 7, Београд

- 1998.

- „Подељено ја“, самостална изложба Зорице Атић, велика галерија НУ „Браћа Стаменковић“, Београд